# Big Mother
Big Mother er et begreb der har flere relaterede betydninger omkring
tryghedsskabende foranstaltninger i forbindelse med velfærd og overvågning. 
Big Mother er et ordspil på Big Brother.
På engelsk har begrebet Big Mother været brugt om forældres tætte
overvågning af deres børn, på engelsk også pervasive parenting.
Når barnets mobiltelefon er udstyret med GPS kan forældrene følge barnets bevægelser.
I danske sammenhænge er begrebet brugt i forbindelse med samfundets
registrering og overvågning af dets egne borgere for borgenes sikkerhed, tryghed eller underholdning.
Mens Big Brother-samfundet fungerer i en diktatorisk totalitær stat der påtvinger overvågning af genstridige borgerne, lader borgene sig selv overvåge i Big Mother-samfundet med nye informationsteknologier "fordi de skaber store besparelser i tid og penge, eller skænker [...] nye velfærds- og underholdningstilbud." Overvågningskameraer i tog er et eksempel på denne type Big Mother. Hans Jørgen Bonnichsen har også brugt ordene "Big Mama" i samme betydning.
Big Mother-begrebet bruges også i en lidt anden betydning i Danmark om forbud der søger at forebygge.
Krav om sikkerhedssele, kampagner mod fedme og rygeforbud har været set som eksempler på Big Mother.
Politisk har Simon Emil Ammitzbøll taget begrebet op da han ved stiftelse af sit parti Borgerligt Centrum talte for "færre forbud og regler" og sagde at "Borgerligt Centrum vil gøre op med Big Mother samfundet".
Partiet Liberal Alliance har også brugt begrebet i forbindelse med rygeloven og afgifter på
søde sager.
På engelsk er nanny state et tilsvarende begreb.